# 狭翅独活
狭翅独活（学名：Heracleum stenopterum）为伞形科独活属的植物，为中国的特有植物。分布于中国大陆的云南等地，生长于海拔2,800米至3,900米的地区，一般生长在林下和林缘，目前尚未由人工引种栽培。

## 别名
牛尾独活（云南丽江）、独活（云南）